# Ашхабадское землетрясение
Ашхаба́дское землетрясе́ние (туркм. 1948 Ашгабат ертитремеси; 1948 Aşgabat ýertitremesi) — землетрясение магнитудой 7,3, произошедшее в ночь с 5 на 6 октября 1948 года в районе города Ашхабада (Туркменская ССР, СССР) в 2 часа 17 минут по местному времени. Его очаг был расположен на глубине в 18 км — практически прямо под городом. Помимо Ашхабада пострадало большое количество населённых пунктов в близлежащих районах, в Ашхабадском — 89 и Геок-Тепинском — 55 и соседнем Иране.
Считается одним из самых разрушительных землетрясений в истории человечества; интенсивность сотрясений в эпицентральной области достигала 9—10 баллов по шкале MSK-64.
Возможное число погибших непосредственно в Ашхабаде — 36—37 тыс. человек. Положение усугубило то, что землетрясение произошло глубокой ночью, когда большая часть жителей города спала. Непрочность построек и невозможность уловить признаки приближающегося землетрясения привели к тому, что почти никто не смог заблаговременно покинуть помещение, в один момент десятки тысяч людей оказались под обломками собственных жилищ, не успев осознать происходящего.
С 6 по 26 октября из Ашхабада в другие города СССР эвакуировали 8799 человек.
С 1995 года дата 6 октября отмечается в Туркменистане как День памяти.

## Описание землетрясения
Имеющиеся данные указывают что катастрофа Ашхабада 1948 года была предопределена образованием города на неблагоприятной в тектоническом отношении территории. Известно о трёх мощных землетрясениях в этом районе. Одним из них разрушено древнейшее поселение Ак-тепе на месте современного Ашхабада. Оно произошло около 2000 года до н. э. Мощным подземным ударом была разрушена столица Парфянской империи античный город-крепость Ниса (Митридаткерт, Парфавниса) примерно в 10 году н. э., располагавшийся рядом с Ашхабадом. Около 951—1000 года Ниса разрушена новым землетрясением.
В тектоническом отношении область возникновения землетрясения приурочена к сочленению двух крупных структурных комплексов — Каракумской эпигерцинской платформы на севере и альпийской геосинклинальной области Копетдага на юге. Между ними расположен представляющий переходную зону Предкопетдагский прогиб — относительно узкая впадина с крутым южным крылом и пологим северным. Он заполнен мощной толщей мезокайнозойских отложений, под которыми на глубине 10-12 км расположен палеозойский кристаллический фундамент. Южный борт прогиба резко сорван Главным Копетдагским глубинным разломом, выраженным в приповерхностной части надвигом.
Сейсмотектоническая модель Ашхабадского землетрясения представляется в виде субгоризонтального срыва мезозойско-кайнозойского чехла прогиба с палеозойского основания на относительно небольшом участке (площадь сорванного блока около 2 тысяч км²). Это согласуется с представлением Д. Н. Рустановича, согласно которым во время землетрясения произошёл срыв пород осадочного выполнения прогиба с доальпийского основания со смещением к северу на 1,5 м.
Условия для подобных быстрых движений предопределены тектонической позицией Ашхабадского района — тенденцией выдавливания локального участка (блока) Предкопетдагского прогиба в поле субмеридионально-ориентированных тектонических сил. В этом смысле деформация сжатия в прогибе, приводящая к медленному росту Кешенинбаирской и Первомайской брахиантиклиналей, не компенсируется чисто неотектоническими движениями и в какой то момент превышает прочность сцепления осадочного чехла с фундаментом и сопротивление приподнятого северного борта прогиба. Этот процесс сопровождается сейсмической подвижкой по палеозойскому фундаменту, иными словами, разрушительным землетрясением. Происходит потеря равновесия массива горных пород, локальные смещения по системе диагональных разломов, которые компенсируют потерю упора в прогибе. Последующая релаксация напряжений обуславливает наблюдаемую диффузную афтершоковую деятельность землетрясения и приводит к восстановлению хода вековых движений в прогибе. Соответственно субгоризонтальный срыв блока приводит к тектоническим подвижкам в Асельминской системе диагональных разломов.
На характер проявления землетрясения сильно повлияли гидрологические особенности района. В зоне Ашхабада глубина залегания грунтовых вод имела тенденцию уменьшения от гор на север, причём в вершинах конусов выноса зеркало грунтовых вод находилось на глубинах порядка 80—100 м, на южной окраине города — 20 м, к северу — уже до 10 м, а в зоне железной дороги — 1—2 м. Наиболее сильный макросейсмический эффект (9—10 баллов) наблюдался там, где грунтовые воды располагались близко к земной поверхности. Несмотря на наличие нескольких карт изосейст землетрясения, отличающихся между собой существенными деталями, они отражают общую тенденцию распределения макросейсмического эффекта. Однако эти карты не дают однозначного представления о механизме и очаге землетрясения. Изосейсты Ашхабадского землетрясения имеют эллипсовидную форму, большая ось эллипсов вытянута в направлении с юго-востока на северо-запад и совпадает с направлением простирания горного хребта Копетдаг.
Ашхабадская катастрофа стимулировала постановку сейсмических исследований в различных регионах Советского Союза. С 1960-х годов в районе Гармского (1941 год) и Хаитского землетрясений (1949 год) Институтом физики Земли имени О. Ю. Шмидта АН СССР начали проводиться крупномасштабные исследования предвестников и опробоваться методы прогноза землетрясений. Были собраны уникальные научные данные и положено начало многолетним наблюдениям за геофизическим состоянием недр Земли, которые в начале 1990-х годов были прекращены из-за начавшейся в Таджикистане гражданской войны. Ашхабадская катастрофа занимает особое место в истории советской сейсмологии ещё и потому, что это был первый опыт комплексного изучения причин землетрясения — от геологических и исторических изысканий до инженерного анализа характера разрушений. Стало ясно, что сильные землетрясения в этом месте происходят неслучайно. В прошлом они происходили достаточно часто, по крайней мере, трижды. Сильным землетрясением была разрушена столица Парфянского государства город-крепость Ниса, развалины которой расположены вблизи от Ашхабада.
Большая часть сведений — это воспоминания очевидцев катастрофы, другие данные получены в результате анализа материалов по различным видам наблюдений, выполнявшихся в период подготовки и возникновения землетрясения. Рядом исследователей ретроспективно были выявлены многочисленные предвестники землетрясения 1948 года.

## Количество жертв и разрушений
Тотальное разрушение города, массовая гибель людей (зачастую целыми семьями), необходимость принятия оперативных санитарных мер и режим секретности в СССР привели к тому, что сегодня существуют противоречивые мнения о количестве жертв землетрясения — от десятков до сотен тысяч. Однако, по всей видимости, число жителей города и количество пострадавших руководству страны было известно относительно точно, хотя бы потому, что перед землетрясением в Ашхабаде были отменены введённые с началом Великой Отечественной войны продуктовые карточки.
К области вымыслов можно отнести предположение адмирала Эллис М. Захария (Эллис Марк Захария), бывшего заместителя начальника Управления военно-морской разведки США, прозвучавшее дважды (12.12.1948 и 26.09.1949) в радиошоу «Секретные Миссии» (Secret Missions) о том, что причиной Ашхабадского землетрясения 1948 года могло стать первое испытание советской атомной бомбы.
До землетрясения Ашхабад занимал площадь около 5000 га, на которой находилось более 9400 жилых строений. Из них частный сектор составлял 6719 домов с жилой площадью 268 тыс. м², коммунальный — 2123 домов площадью 172 тыс. м², фонд организаций — 862 здания площадью 118 тыс. м².
Здания представляли собой в основном одноэтажные строения. 2-3-этажных зданий насчитывалось 227. В городе было 240 улиц. Общая площадь зелёных насаждений составляла 819 га, а протяжённость линий водоснабжения 117 км. В городе было 15 больниц, 19 поликлиник, 5 родильных домов, 28 яслей, 23 школы (более 15 тыс. учащихся), 16 техникумов, сельскохозяйственный, педагогический, учительский и медицинский институты; с 1941 года в Ашхабаде функционировал Туркменский филиал АН СССР из пяти научно-исследовательских институтов.
После образования города в 1881 году численность населения непрерывно росла: 1881 год — 1200 человек; 1891 — 17 183; 1903 — 36 286; 1915 — 45 000; 1939—126 000 человек. Быстрый рост численности в 1920—1930-х годах связан с тем, что Ашхабад (Полторацк) стал административным центром образованной в 1924 году Туркменской Советской Республики. На начало 1948 года гражданское население города без пригорода составило 115 673 человек, а к середине года — около 117 тысяч или с военнослужащими — 132 тысячи человек.

Наибольшее количество русских (около 2/3 всех русских республики) проживало на тот момент в столице страны — на протяжении советского периода русские составляли основу населения, занятого в промышленном производстве республики (по этой причине более половины погибших по национальности были русскими).
К 1948 году на долю Ашхабада приходилось почти 50 % промышленной продукции, выпускаемой в республике. Промышленность города в 1941—1944 гг. произвела продукции на 117 млн руб., это было на 5 млн больше, чем за все предыдущие 13 лет. В 1949 году Постановлением Совета Министров СССР от 6 февраля только на этот год объём капитальных работ по восстановлению Ашхабада был определён в сумме 316,9 млн руб. (эта сумма составила 138 % от всего промышленного производства Ашхабада с 1928 по 1944 годы и пятикратно превысила средний годовой объём по республике).
Контроль снабжения населения продовольствием основывался на регулярной передаче руководству республики и страны данных о продовольственных запасах, трудовых и материальных ресурсах. Помимо всего прочего, на точное представление о положении в пострадавшем городе уже спустя 12 часов указывают телеграммы военного командования в центр с регулярными рапортами о проделанной работе и ситуации в Ашхабаде.
При оценке потерь необходимо учитывать, что значительная часть эвакуированных в военные годы людей к 1948 году покинула Ашхабад и что в военные годы из Ашхабада на фронт были направлены почти все достигшие 18 лет мужчины (в городе не было особо значимой оборонной промышленности для освобождения от призыва), и многие из них не вернулись с войны.
Таким образом, возможное число погибших непосредственно в Ашхабаде было огромным — 36—37 тысяч человек, то есть погиб почти каждый третий житель города. Отметим, что факт значительного превышения числа погибших над тяжелоранеными достаточно нетипичен для природных катастроф. Подобное могло произойти в том случае, если основная масса зданий строилась без учёта сейсмической опасности, а строительные материалы были плохого качества (некачественный цемент, кирпич-сырец и т. д.); при землетрясении это приводит не к повреждению конструкции здания, а к его обвальному обрушению — образуются плотные завалы, в которых у попавших в них людей нет шансов на спасение, отпущенное на их спасение время исчисляется минутами и очень редко часами. Подобное происходило при землетрясении в узбекском Андижане (1902 год), где число тяжелораненых значительно уступало количеству погибших, в иранском Баме (2003) и других. Как и в Ашхабаде, люди жили в домах, сложенных из саманных кирпичей с тяжёлыми глиняными крышами; при обрушении такие постройки не образуют свободных пространств, и уцелевшие люди быстро задыхаются от пыли и недостатка воздуха.

Город Ашхабад после землетрясения

Почти 100 % жилых одноэтажных зданий из сырцового кирпича обвалилось и разрушилось. Около 95 % всех одноэтажных зданий со стенами из обожжённого кирпича разрушено, оставшаяся часть была непоправимо повреждена. Около 85 % двухэтажных зданий из обожжённого кирпича с элементами сейсмостойкости были разрушены и повреждены. В городе после катастрофы осталось лишь несколько зданий, пригодных к эксплуатации после капитального ремонта.
Прямой ущерб от землетрясения включал: разрушение жилого, промышленного, административного фондов; гибель и повреждение промышленного оборудования; уничтожение личной и частной собственности граждан; гибель культурных, научных, архивных фондов; снижение или прекращение материального производства; затраты на спасательные, расчистные и восстановительные работы. Косвенный ущерб определился влиянием землетрясения на экономическую, демографическую и культурную ситуацию в республике.
Основной фонд жилых и производственных строений был полностью разрушен или приведён в аварийное состояние. Пострадало более 200 предприятий, а под завалами оказалось сырьё, товары и промышленное оборудование стоимостью более 600 млн руб. О масштабах материального ущерба можно судить по выделению финансовых средств, отпущенных на восстановление города.
Динамика изменения населения Ашхабада 1881—1948 гг.:
| Год                   | 1881 | 1891   | 1903   | 1915   | 1926   | 1939    | 1948   |
| --------------------- | ---- | ------ | ------ | ------ | ------ | ------- | ------ |
| Численность населения | 1200 | 17 183 | 36 286 | 45 000 | 47 155 | 126 000 | 66 739 |

Оценки числа пострадавших в результате Ашхабадского землетрясения 1948 года отражены в приведённой таблице.
| Источник                           | Описание разрушений                                                                    | Число жертв (тыс. чел.)                            |
| ---------------------------------- | -------------------------------------------------------------------------------------- | -------------------------------------------------- |
| «Nature», 23.Х.1948                |                                                                                        | 0,4                                                |
| Krumbach G., 1949                  | Город почти полностью разрушен                                                         | 10                                                 |
| Тазиев Г., 1962                    |                                                                                        | 3                                                  |
| Gere J. M., Shah H. C., 1984       | Серьёзные разрушения в Ашхабаде                                                        | 19,8                                               |
| Головкин А. В., 1973 (выступление) |                                                                                        | 110                                                |
| Друмя А. В., Шебалин Н. В., 1985   | Тяжелейшие последствия для нашей страны и для Ирана                                    | 110                                                |
| Наливкин Д. В., 1989               | Уничтожен город                                                                        | десятки тысяч погибших                             |
| Кадыров Ш., 1990                   | 98 % жилых домов разрушено (по С. В. Медведеву, 1952)                                  | 35±2                                               |
| Никонов А. А., 1998                | 98 % жилых домов разрушено, остальные для жилья не пригодны (по С. В. Медведеву, 1952) | не менее 70 тыс. погибших не менее 25 тыс. раненых |

После землетрясения общая численность населения города составила, по данным Статуправления Ашхабада на 28 ноября 1948 года, 66 739 человек (включая 3303 человека, прибывших после землетрясения), то есть почти половину от цифры на начало года. Для пострадавших была выделена сумма денежных пособий в размере 6 млн руб. С 22 октября их начал выдавать городской совет. Необходимо учесть, что к этому моменту были эвакуированы все тяжелораненые (около 10 тысяч), а самостоятельно покинули город примерно 23 тысячи человек.
Жертв землетрясение хоронили преимущественно на Старом христианском кладбище Ашхабада (микрорайон Хитровка), где в настоящее время установлена мемориальная доска.

## Причины разрушений
Изучением последствий землетрясения занималась специальная сейсмическая экспедиция Академии наук СССР, а также филиалы академий наук республик и государственных учреждений СССР. Результаты исследований изложены в научных отчётах и докладах правительству СССР.
Основные причины материального ущерба и человеческих потерь были установлены Правительственной комиссией СССР. Спустя много лет стали понятны причины катастрофы. Они сводятся к следующему:
1. При образовании города в 1881 году сейсмический фактор не был принят во внимание. На то время в Российской империи специальных исследований сейсмичности не проводилось, а сведений о происходивших здесь сильных землетрясениях не было. Отсутствовали они и в советский период, пока Г. П. Горшков в 1947 году не опубликовал собранные им сведения.
2. Ошибки в определении сейсмической опасности территории города. Первые оценки сейсмической опасности территории республики сделаны по немногочисленным данным о сильных землетрясениях Ирана и Туркменистана. Соответственно сейсмостойкие нормы были занижены на два-три балла. Иными словами, поскольку для оценки силы сотрясений используется логарифмическая шкала, воздействия, на которые были рассчитана основная масса построенных к 1948 году зданий, оказались более чем в сто раз меньше тех, которые реально ударили по Ашхабаду.
3. При застройке территории города не учитывались инженерные свойства грунтов, гидрологические условия местности и расположение основных тектонических сейсмогенерирующих структур по отношению к застраиваемой территории.
4. Этап интенсивного развития города пришёлся на время территориального размежевания в Средней Азии, когда Ашхабад стал столицей новой республики в 1925 году. Это привело к тому, что территория города начала интенсивно застраиваться и уже в 1938 году было введено в использование 4,5 тыс. м² жилой площади, а два года спустя - 42,6 тыс. При этом, до 1934 года здания в Ашхабаде строились без учёта сейсмической опасности и только затем - по нормам антисейсмического строительства. Однако если средняя интенсивность возможных сотрясений принималась в 1940 году в VIII баллов, то в 1943 году она была снижена до VII баллов.
5. После начала Великой Отечественной войны в Ашхабад передислоцировались различные учреждения Советского Союза, город был переполнен, средства на его содержание не хватало, а гражданское и промышленное строительство велось в небольших объёмах. В военный период и до 1948 года реконструкция города не проводилась, поскольку основные фонды и средства направлялись на восстановление разрушенных войной городов на западе СССР. Жилищный фонд своевременно не ремонтировался, и в городе было много аварийных зданий.
6. Из-за отсутствия местных источников качественных строительных материалов — металла, древесины, глин и других, использовались местные материалы — песок и глины плохого качества, на проверку оказавшихся несейсмостойкими. Технология строительства из железобетона только начинала применяться, зданий из армированного железобетона в городе было мало. Большую часть жилищного фонда Ашхабада составляли одноэтажные дома с плоской глиняной крышей из сырцового кирпича. Данная группа зданий вообще не сейсмостойка. Отсутствие кровельных материалов приводило к тому, что крыши зданий периодически смазывались глиной для повышения их водонепроницаемости. За годы на крыше скапливался слой глины до полуметра толщиной, и обвал здания в большинстве случаев приводил к гибели людей.
7. Здания из жжёного кирпича, из-за отсутствия монолитности кладки и раствора плохого качества, в основной массе оказались не сейсмостойкими. Монолитность достигается системой правильной перевязки кирпичей в кладке и прочностью сцепления раствора с кирпичом. Климатические условия — высокая температура и низкая влажность воздуха, образование на контактной поверхности замоченного кирпича солевых отложений из-за засолённости местных кирпичных глин — не позволяли добиться хорошего сцепления кирпича с раствором. Ослабление прочности происходило и из-за использования в растворе мелких, барханных песков.